# Kai Schreiber
Pour les articles homonymes, voir Schreiber.
Kai Schreiber, née le 13 décembre 2008 à Los Angeles, est une mannequin et actrice anglo-américaine.

## Biographie
Elle est la fille de Liev Schreiber et de Naomi Watts. Elle est ouvertement transgenre.
Elle fait ses débuts au cinéma en prêtant sa voix à un jeune loup dans le film Le Livre de la jungle de 2016 aux côtés de son frère aîné Sasha Schreiber.
En mars 2025, elle fait ses débuts de mannequinat et de défilé sur le podium automne de Valentino, conçu par Alessandro Michele, lors de la fashion week de Paris. Elle est représentée par l’agence IMG Models.